# Campeonato Árabe de Fútbol Playa
El Campeonato Árabe de fútbol playa (en árabe: بطولة العرب لكرة القدم الشاطئية) es el principal campeonato de fútbol playa para los países árabes. El primer campeonato se celebró en 2008 en Marsa Alam, Egipto.

## Palmarés
| Año  | Sede            | Campeón        | Final Resultado | Subcampeón             | Tercer lugar            | Resultado               | Cuarto lugar            |
| ---- | --------------- | -------------- | --------------- | ---------------------- | ----------------------- | ----------------------- | ----------------------- |
| 2008 | Marsa Alam      | Libia          | 5:3             | Emiratos Árabes Unidos | Egipto                  | 8:2                     | Omán                    |
| 2010 | Dammam          | Arabia Saudita | 6:4 (pro.)      | Emiratos Árabes Unidos | Baréin                  | 3:1                     | Egipto                  |
| 2014 | Sharm el-Sheikh | Egipto         | 6:5             | Líbano                 | Omán                    | 7:3                     | Emiratos Árabes Unidos  |
| 2023 | Yeda            | Egipto         | 4:2             | Omán                   | y Marruecos y Palestina | y Marruecos y Palestina | y Marruecos y Palestina |

## Títulos por selección
En cursiva, se indica el torneo en que el equipo fue local.
| Equipo                 | Campeón        | Subcampeón     | Tercer lugar | Cuarto lugar | Semifinales |
| ---------------------- | -------------- | -------------- | ------------ | ------------ | ----------- |
| Egipto                 | 2 (2014, 2023) |                | 1 (2008)     | 1 (2010)     |             |
| Libia                  | 1 (2008)       |                |              |              |             |
| Arabia Saudita         | 1 (2010)       |                |              |              |             |
| Emiratos Árabes Unidos |                | 2 (2008, 2010) |              | 1 (2014)     |             |
| Omán                   |                | 1 (2023)       | 1 (2014)     | 1 (2008)     |             |
| Líbano                 |                | 1 (2014)       |              |              |             |
| Baréin                 |                |                | 1 (2010)     |              |             |
| Marruecos              |                |                |              |              | 1 (2023)    |
| Palestina              |                |                |              |              | 1 (2023)    |

## Torneo relacionado
En 2016 se celebró en Egipto el Campeonato Internacional de Fútbol Playa de Sharm el-Sheikh. 
Emiratos Árabes Unidos ganó el torneo tras vencer a Marruecos en la final. Egipto quedó tercero y Omán cuarto.
| Año  | Sede            | Campeón                | Final Resultado | Subcampeón | Tercer lugar | Resultado | Cuarto lugar |
| ---- | --------------- | ---------------------- | --------------- | ---------- | ------------ | --------- | ------------ |
| 2016 | Sharm el-Sheikh | Emiratos Árabes Unidos | 3–2             | Marruecos  | Egipto       | 4–1       | Omán         |

## Desempeño
| Equipo          | 2008 | 2010 | 2014 | 2023 | Años |
| --------------- | ---- | ---- | ---- | ---- | ---- |
| Argelia         | GS   | ×    | ×    | ×    | 1    |
| Baréin          | ×    | 3º   | ×    | ×    | 1    |
| Comoras         | ×    | ×    | ×    | GS   | 1    |
| Egipto          | 3º   | 4º   | 1º   | 1º   | 4    |
| Kuwait          | GS   | GS   | ×    | GS   | 3    |
| Kirguistán      | ×    | ×    | ×    | GS   | 1    |
| Líbano          | ×    | ×    | 2º   | GS   | 2    |
| Libia           | 1º   | GS   | ×    | QF   | 3    |
| Mauritania      | ×    | ×    | ×    | QF   | 1    |
| Marruecos       | GS   | ×    | GS   | SF   | 3    |
| Omán            | 4º   | GS   | 3º   | 2º   | 4    |
| Palestina       | ×    | ×    | ×    | SF   | 1    |
| Catar           | ×    | GS   | ×    | ×    | 1    |
| Arabia Saudita  | ×    | 1º   | GS   | QF   | 3    |
| Sudán           | ×    | ×    | GS   | ×    | 1    |
| Siria           | ×    | GS   | ×    | ×    | 1    |
| Emiratos Árabes | 2º   | 2º   | 4º   | QF   | 4    |
| Yemen           | GS   | GS   | ×    | ×    | 2    |
| Total           | 8    | 10   | 7    | 12   |      |

### Simbología
| - 1º – Campeón - 2º – Finalista - 3º – 3º Lugar - 4º – 4º Lugar - SF – Semifinales | - GS — Fase de grupos - QF — Cuartos de final - × — No participó - — Anfitrión |